# Runor
Runor (Zw.: Runen) is het debuutalbum van de Zweedse vikingarock-band Völund Smed, uitgebracht in 1994.

## Nummers
1. Völund
2. Fosterland
3. Kämpa
4. Måste få ett slut
5. Med gult gehäng på blått
6. Vårt arv
7. Alvid
8. Minnen
9. Midsommarblot
10. Vår
11. Hälsningar från Rurik
12. Stanna kvar